# Henri Bertrand (homme politique)
Pour les articles homonymes, voir Henri Bertrand et Bertrand.
Henri-Alexandre-Arthur Bertrand est un homme politique français, né le 6 décembre 1811 à Trieste (Provinces illyriennes, aujourd'hui Italie) et mort le 22 janvier 1878 à Paris. Il fut notamment député à l’Assemblée constituante de 1848.

## Biographie
Fils du général d’Empire Henri-Gatien Bertrand, qui accompagna Napoléon Ier à Sainte-Hélène, et de Elizabeth Françoise Dillon, Henri Bertrand naît à Trieste lorsque son père exerce les fonctions de gouverneur des Provinces Illyriennes.
En octobre 1830, il réussit le concours d'entrée à l'École polytechnique dont il sera exclu un temps en 1832 pour sa participation à une insurrection républicaine. Il en sort sous-lieutenant d’artillerie en 1833 et participe à la conquête de l’Algérie de 1836 à 1838, sous les ordres du maréchal Bertrand Clauzel, : cité dans un rapport du général, il est fait chevalier de la Légion d'Honneur le 13 janvier 1837 et sera ensuite nommé capitaine en 1839,.
Après la révolution de 1848, il est élu représentant de l’Indre aux élections à l’Assemblée constituante du 23 avril (3e des 7 représentants avec 39 477 voix). Il siège dans les rangs des républicains modérés, votant tantôt avec la droite, tantôt avec la gauche. Proche du général Cavaignac, membre de son état-major lors des journées de juin, il s’oppose à Louis-Napoléon Bonaparte qui lui en tiendra rigueur par la suite. 
Non-réélu en 1849, il réintègre l’armée, fait la guerre de Crimée et le siège de Sébastopol (1854-1855), puis la campagne d’Italie. Il poursuit sa carrière dans l'artillerie jusqu’au grade de général de brigade (1864),. Il participe à la guerre de 1870 et sera fait prisonnier lors de la capitulation de Metz. 
Il est Grand Officier de la Légion d'honneur par décret du 10 janvier 1874.
Henri Bertrand avait épousé en 1847 Ernestine Michel de Puisard dont il n'eut pas d'enfant.